# Melipona obscurior
Melipona obscurior là một loài Hymenoptera trong họ Apidae. Loài này được Moure mô tả khoa học năm 1971.